# Antifaschistische Stadtrundfahrt
Als Antifaschistische Stadtrundfahrt (auch: Alternative Stadtrundfahrt) werden Stadtrundfahrten bezeichnet, die zu historischen Stätten des NS-Terrors und des Widerstands gegen den Nationalsozialismus führen. Ende der 1970er Jahre wurden sie neben Besuchen von Gedenkstätten und Gesprächen mit Zeitzeugen als Initiative gegen Rechtsextremismus begründet. Antifaschistische Stadtrundfahrten werden in vielen Städten Deutschlands von verschiedenen Organisationen zusammengestellt und angeboten. Ihr Ziel ist es, die Geschichte des Nationalsozialismus im lokalen Raum sichtbar und erfahrbar zu machen.

## Geschichte
In Hamburg begann der Landesjugendring 1979 mit „alternativen“ Stadtrundfahrten „zu den Stätten der Hamburger Arbeiterbewegung und des antifaschistischen Widerstandes“. Veteranen des Widerstands begleiteten sie mit Führungen zum KZ Neuengamme.
Die Vereinigung der Verfolgten des Naziregimes – Bund der Antifaschistinnen und Antifaschisten organisierte Antifaschistische Stadtrundfahrten seit den 1980er Jahren in München, Köln, Düsseldorf, Dortmund, Duisburg, Bonn, Hamburg, Frankfurt, Stuttgart und Nürnberg. Die besonders umfangreiche Rundfahrt in München führte von historischen Orten der Räterepublik von 1919 über Schauplätze des Hitlerputsches von 1923 bis in die Zeit des Dritten Reiches zu Stätten des NS-Regimes und der Judenverfolgung, wie der Alten Synagoge, und des Widerstands. In Hannover gehörte die ehemalige kommunistische Widerstandskämpferin und VVN-BdA-Aktivistin Grete Hoell zu den Begründern der dortigen Stadtrundfahrten. In Berlin begleitete der kommunistische Widerstandskämpfer Wolfgang Szepansky bis zu seinem Tod im Jahr 2008 antifaschistische Stadtrundfahrten.
In Stuttgart initiierte der ehemalige Widerstandskämpfer Alfred Hausser antifaschistische Stadtrundfahrten. Am 29. März 1980 wurde die erste unter dem Motto „Auf den Spuren des Dritten Reiches“ durchgeführt. Seitdem haben bis zum Jahr 2000 rund 600 Fahrten mit über 20.000 Personen stattgefunden. Als die Zeitzeugen aufgrund ihres hohen Alters die Stadtrundfahrten nur noch eingeschränkt begleiten konnten, wurde im Herbst 1999 auf Initiative des Stadtjugendrings der Arbeitskreis Antifaschistische Stadtrundfahrt gegründet, der auch Gedenkstättenfahrten nach Auschwitz unternimmt.
In Bremen organisierte der Landesjugendring, unterstützt vom Jugendamt der Stadt, die erste Antifaschistische Stadtrundfahrt am 9. Mai 1980. In seinen Erinnerungen an ein widerständiges Leben schreibt Willy Hundertmark, dass die Idee zu einer antifaschistischen Stadtrundfahrt in Bremen zum ersten Mal am 1. Mai 1979 im Festzelt der DKP diskutiert worden sei.
Die erste Antifaschistische Stadtrundfahrt in Kiel führte der Arbeitskreis Asche-Prozess, der sich 1980 anlässlich des Gerichtsverfahrens gegen den ehemaligen SS-Obersturmführer Kurt Asche gegründet hatte, zusammen mit anderen Initiativen im Mai 1982 mit Fahrrädern durch. In einem Begleitheft dokumentierte der AK einige der Stationen.
In Bremerhaven führte die Sozialistische Jugend Deutschlands – Die Falken seit 1983 zu den Spuren des Nationalsozialismus in Bremerhaven. Sie wurde dafür 2006 mit dem Bremer Jugendpreis ausgezeichnet.
In Gelsenkirchen gingen aus den antifaschistischen Stadtrundfahrten im Zuge der Aufarbeitung der Polizeiarbeit im Nationalsozialismus ab 1999 Rundfahrten hervor, die neu nach Gelsenkirchen versetzten Polizeibeamten die historische und gegenwärtige Situation der Stadt vermitteln sollen.